# Ustawa o prywatnych szkołach oraz zakładach naukowych i wychowawczych
Ustawa o prywatnych szkołach oraz zakładach naukowych i wychowawczych – ustawa z 11 marca 1932 (Dz.U. z 1932 r. nr 33, poz. 343), na pozór liberalna, silnie podporządkowywała szkolnictwo prywatne władzy państwowej.
Ustawa weszła w życie 20 kwietnia 1932, parokrotnie nowelizowana. Uchylona w dniu 21 lipca 1961.

## Kontrowersje
Zgodnie z pierwotnym brzmieniem ustawy szkoła prywatna mogła zostać zamknięta m.in. gdy nauczanie lub wychowanie młodzieży odbywało się w duchu nielojalnym dla państwa, względnie gdy szkoła nie przeciwdziałała skutecznie szkodliwym pod względem wychowawczym wpływom na młodzież szkolną.
Niektóre środowisko krytykowały ten zapis jako zagrażający demokratyzmowi szkół i dający możliwość zamknięcia placówek, w których głoszonoby krytykę obozu sanacyjnego.